# Eila Pyrhönen
Eila Marjatta Pyrhönen (Helsinki, Finlandia, 25 de octubre de 1945) es una nadadora retirada especializada en pruebas de estilo mariposa. Fue medalla de bronce en 100 metros mariposa durante el Campeonato Europeo de Natación de 1966.
Representó a Finlandia en los Juegos Olímpicos de Tokio 1964.

## Palmarés internacional
| Campeonato Europeo de Natación | Campeonato Europeo de Natación | Campeonato Europeo de Natación | Campeonato Europeo de Natación |
| Año                            | Lugar                          | Medalla                        | Prueba                         |
| ------------------------------ | ------------------------------ | ------------------------------ | ------------------------------ |
| 1966                           | Utrecht ( Países Bajos)        | Medalla de bronce              | 100 m mariposa                 |